# Marianne Haslum
Marianne Haslum (* 31. Januar 1974 in Lillehammer) ist norwegische Curlerin. Sie spielt in der Regel an dritter Position.
Ihr internationales Debüt hatte Haslum im Jahr 1992 bei der Juniorenweltmeisterschaft. Bei der WM 1996 in Hamilton gewann sie ihre erste Medaille, eine Bronzemedaille. 2002 gewann sie auch erstmals eine Bronzemedaille bei der EM in Grindelwald. 2004 folgte eine weitere Bronzemedaille in Sofia.
Haslum nahm bei den Olympischen Winterspielen 2002 in Salt Lake City und den Olympischen Winterspielen 1998 in Nagano teil. Die Mannschaft belegte den siebten und fünften Platz.
Beim Curling-Continental-Cup 2003 wurde sie zur besten Spielerin ausgezeichnet.

## Erfolge
- Bei Weltmeisterschaften:
  - 2 × Silber (1997 und 2004)
  - 3 × Bronze (1996, 2002 und 2005)
- Bei Europameisterschaften:
  - 2 × Bronze (2002 und 2004)